# FK Arsenal Tivat
Der FK Arsenal Tivat ist ein in der montenegrinischen Kleinstadt Tivat beheimateter Fußballverein, der 1919 gegründet wurde.

## Geschichte
Der FK Arsenal Tivat wurde 1919 in der gleichnamigen Stadt in der Bucht von Kotor gegründet. Damit ist er nach dem FK Lovćen der zweitälteste Fußballverein des Landes. In den Jahren 1937 und 1940 trat man in der Qualifikation zur 1. Liga an, verfehlte diese jedoch. So spielte der Klub in den folgenden Jahren bis zur Unabhängigkeit Montenegros stets in den unteren Spielklassen; trotzdem wurde der FK Arsenal zur Saison 2006/07 in die neu geschaffene Druga Crnogorska Liga aufgenommen. Dort konnte der FK Arsenal sich allerdings nur bis zur Saison 2008/09 halten, als man sich als Elfter in die Drittklassigkeit verabschieden musste. In der Saison 2011/12 gelang der Aufstieg aus der Treća Crnogorska Liga und der Verein spielte ab 2012/13 wieder in der zweithöchsten Liga.
Nach zehn Saisons schaffte der Klub erstmals den Sprung in die erste Liga, nachdem in der Relegation der FK Podgorica bezwungen wurde. Auf Anhieb wurde der 3. Platz erreicht, womit sich der Klub zur Teilnahme an der Europa Conference League qualifizierte. Darüber hinaus erreichte Arsenal das Pokalfinale 2023, unterlag allerdings dem FK Sutjeska Nikšić nach Elfmeterschießen.
Wegen Spielmanipulationen wurde der Club seitens der UEFA im Juli 2025 für 10 Jahre bis einschließlich der Saison 2034/35 von internationalen europäischen Wettbewerben ausgeschlossen. Zudem wurde der Verein mit einer Geldstrafe in Höhe von 500.000 € belegt. Sportdirektor Ranko Krgovic und der Spieler Nikola Čelebić wurden lebenslang gesperrt und dürfen keine fußballbezogenen Tätigkeiten ausführen. Čelebić hatte seine aktive Karriere bereits zuvor beendet. Drei weitere Profis sind zehn Jahre gesperrt worden. Die UEFA will zudem den Weltverband FIFA auffordern, die Sperren weltweit auszuweiten.

## Europapokalbilanz
| Saison  | Wettbewerb                    | Runde                  | Gegner                | Gesamt | Hin     | Rück    |
| ------- | ----------------------------- | ---------------------- | --------------------- | ------ | ------- | ------- |
| 2023/24 | UEFA Europa Conference League | 1. Qualifikationsrunde | FC Alaschkert Martuni | 2:7    | 1:1 (A) | 1:6 (H) |

Gesamtbilanz: 2 Spiele, 1 Unentschieden, 1 Niederlage, 2:7 Tore (Tordifferenz −5)

## Spieler
- Ivica Kralj (1989–1992)

## Erfolge
- Gewinn der Treća Crnogorska Liga: 2011/12